# 琉仏修好条約
琉仏修好条約（りゅうふつしゅうこうじゃうやく、フランス語: Convention entre la France et les Iles Liou-tchou）は、1855年11月24日（咸豊5年・安政2年10月15日）に琉球王国とフランス第二帝政（フランス帝国）が締結した通商条約。
琉蘭修好条約及び琉米修好条約とともに「三条約」と総称される。ただし、本条約の仏語文にはタイトルが付されているが、漢語文の原文にはタイトルが見られない。名称については「条約」ではなく「約定」「協約」「協定」を当てる場合もある。また、琉球とアメリカやフランスとの間の文書の英文や仏文では"CONVENTION"とされているのに対し、オランダとの間の文書では"TRAKTAAT"（条約）と明記されており、区別するため「約条」と訳されることもある。
なお、琉仏修好条約についてフランス政府は批准せず、批准書の交換は行われなかった。

## 経緯
1855年11月6日（咸豊5年・安政2年9月27日）に条約締結交渉のため、ニコラ・ゲランがウイホヂウネー号他三隻のフランス船を率いて那覇港に寄港した。

### 琉球側
近世の琉球王国では1704年に薩摩藩から中国船・朝鮮船・西欧船（スペイン、ポルトガル、イギリス、オランダ）を対象とする「宝永元年御条目」が布達されていたが、欧米船の来航増加に伴って嘉永期と安政期に改正されていた。また、欧米船の来航時、琉球王府は正式な外交交渉を避けるために偽名と偽官を用いた虚構組織で対応を行ったが、1854年の琉米修好条約締結後は徐々に実名に変化した。
琉球側は尚景保（名は実名）が「総理官」の官職名、向如山（棚原親方朝矩）が「馬良才」の名と「布政官」の官職名で交渉に当たった。なお、徐々に実名を用いるようになった理由については、琉米修好条約以降は虚偽機構が機能しなくなったとする説もあるが、相手国との条約締結の有無によって使い分けていたとする説もある。

### フランス側
1854年7月11日に琉米修好条約が調印されたが、フランス海軍は琉球に強い関心を持っており、外務省よりも海軍省が琉球との交渉で主導的な役割を果たした。フランス海軍は1846年に海軍大佐として琉球に渡航経験のあるゲランを派遣することになった。

## 交渉
琉米修好条約にはない独自の条項があり、特に条約の第二条に自国民が必要な土地・家屋・船舶の借用の条項が盛り込まれていたが、琉球側は土地や家屋の賃借は国禁に触れるとし、フランス人の琉球逗留が公認され常態化することになることから拒絶した。
フランス側は皇帝の諭旨をもとに要求を続け、6回にわたる交渉の末、兵員が抜刀するなどして琉球側の談判委員を戸外に連れ出そうとし、最終的に武力をもって調印に至った。
原本は3通作成され、2通はフランス側のゲラン、1通は琉球側が受け取った（日本の外務省外交史料館に1通、フランスの海軍公文書館に1通が確認されている）。外交史料館の原本は1971年4月の開設時に外務省大臣官房文書課から移管されたものである。
交渉後、琉球側は第二条の異国人逗留に関する条項について対策を求めるため、1856年秋の中国への特使派遣を決定したが、同年3月に薩摩側に御詫使者が報告したところ島津斉彬はフランス人の退去に反対する意向を示した。斉彬は琉球を介してフランスとの通商を考えていたとされる。そのため琉球側は中国への特使派遣を取りやめて進貢使に救援要請させることとなった。
しかし、そもそもフランス側の交渉団は、フランス政府が外交官からなる使節団を組織して全権委員を任命して交渉に当たった日仏修好通商条約とは異なり、元首からの全権委員の任命を受けておらず正式な外交権限を有していなかった（文書上もゲラン司令官の肩書が漢語文とフランス語文で大きく異なる）。そのためフランス政府は批准せず、批准書の交換は行われなかった。

## 主な内容
- フランスとの自由貿易。
- フランス船舶への薪水の供給。
- フランス船舶からの漂流民の救助と引渡し。
- フランスに領事裁判権を認める。
- フランス人の居住地の設置。

## 当条約に対する日本政府の公式見解
2006年（平成18年）、鈴木宗男衆議院議員が法的性格等について政府見解を質したが、「日本国として締結した国際約束ではなく、その作成をめぐる当時の経緯及び法的性格につき、政府として確定的なことを述べることは困難である。」と答弁された。